# Beige verdastro
Il colore Beige verdastro è una sfumatura medio chiara di giallo.